# Brentano
Die Familie Brentano, dem lombardischen Uradel zugerechnet, lässt sich auf ein Bauerngeschlecht zurückführen, das im Weinbaugebiet um den Comer See beheimatet war. Brenta ist dort die Bezeichnung für eine Weinbutte, deren Abbild auf blauem Grund in rot-silber-bordiertem Schilde ins Familienwappen der „nobiles de Brenta, dicti de Brentanis“ eingefügt ist, eingerahmt vom Lombardischen Löwen und der Schlange der Visconti, der Herzöge der Lombardei. Im Schildhaupt erscheint der Reichsadler, das Ehrenzeichen der Ghibellinen.

## Geschichte
Die Familie wurde am 25. April 1282 in Como mit Johannes de Brenta erstmals urkundlich erwähnt. Die Stammreihe beginnt mit dem um 1330 geborenen Johannes de Brenta dictus de Brentanis.

## Linien und Edle von Brentano
Im 14. Jahrhundert teilte sich die Familie in die verschiedenen Linien:
- Das Haus Brentano-Cimaroli, aus dem u. a. drei hochdekorierte kaiserliche Generäle hervorgingen.
- Das Haus Brentano-Gnosso, das 1857 in Österreich den Freiherrnstand erwarb.
- Das Haus Brentano-Toccia. Es wurde in einem Zweige von Kaiser Karl IV. in den Grafenstand erhoben.
- Das Haus Brentano-Tremezzo erwarb mit seinem inzwischen erloschenen bayrischen Zweig Brentano-Brentheim den Freigrafenstand.

Außerdem gibt es noch zwei weitere briefadlige Brentano-Familien:
- Die von Brentano à Moretto; sie erhielten den Reichsritterstand mit „Edler von Brentano“ in München am 17. September 1790 für Balthasar Brentano à Moretto, kurfürstlich-pfalzbayerischer Medizinalrat und Leibhofapotheker.
- Die von Brentano-Mezzegra: sie erhielten die Bayerische Adelsrenovation mit „Edler von Brentano“ am 7. März 1808 für den Buchhalter der von Gilardischen Drahtfabrik in Allersberg, Josef-Anton Brentano-Mezzegra.

Beide Geschlechter haben aber völlig andere Wappen als die uradligen von Brentano.

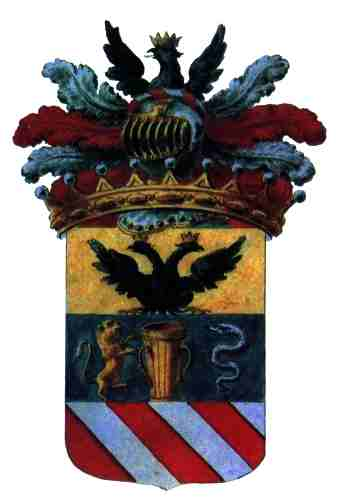
Schmuckwappen aus der Stammtafel der Brentanos

## Wappen
Das Stammwappen der Brentanos: Blasonierung: „Innerhalb eines rot-silber gestückten Bordes in Blau eine goldene Butte (italienisch: brenta). Auf dem blau-golden bewulstetem Helm mit rot-silbernen auf blau-goldenen Decken ein wachsender gold-gekrönter rot-bezungter schwarzer Adler.“
Daneben gibt es noch das heutige (gemehrte) Wappen der nicht titulierten Linien, das (gemehrte) Wappen der Brentano aus den Hause Gnosso von 1857 und die Wappen der briefadeligen Brentano von Brentheim von 1745 und der Freiherren Brentano von Brentheim von 1787.
Das Wappenbuch der Bürgerschaft von Rapperswil zeigt eine Variante über dem Zusatz „vom Comersee 1699“: In Silber eine goldene Brente, rechts gehalten von einem einwärts gekehrten roten Löwen, links begleitet von einer aufgerichteten goldenen Schlange, golden-gekrönt. Auf dem gekrönten Bügelhelm mit rechts rot-silbernen und gold-silbernen, links rot-silbernen Decken ein goldener Adler.

## Die Linien der Brentanos in Deutschland
Alle Linien ließen sich im Laufe des 17. Jahrhunderts in Frankfurt am Main nieder, das damals ein Zentrum des Fernhandels zwischen Italien und Deutschland war. Die Brentanos handelten vor allem mit orientalischen und italienischen Weinen, Gewürzen und Spezereien, darunter den begehrten Zitrusfrüchten. 1649 ist als erstes Familienmitglied Martino Brentano aus der Linie Cimaroli nachweisbar, der sein Kontor zunächst im Schweizer Hof, später im Haus Stadt Antwerpen auf der Neuen Kräme führte. 1673 war Carlo Brentano (1644–1700) aus der Linie Gnosso im selben Haus ansässig. Sein Sohn Joseph wurde Teilhaber der Firma Bellini & Brentano, die sich unter seinen Nachkommen in die Firmen Joseph Brentano (bis 1827) in der Töngesgasse und Anton Maria Brentano & Sohn (bis 1794) in der Schnurgasse teilte. 1695 kam Antonio Brentano aus der Linie Toccia nach Frankfurt und gründete im Nürnberger Hof ein Handelshaus, das bis 1848 bestand.
Die später über die Grenzen Frankfurts hinaus bekannt gewordenen Brentanos stammten jedoch aus der Linie Tremezzo. Stammvater der deutschen Linien war Magnifico Ser Stefano de Brentano di Tremezzo, der ebenso wie sein Sohn Magnifico Don Bernardino de Brentano di Tremezzo die Würde eines Konsuls in Tremezzo innehatte. Auch der Enkel Giovanni-Pietro d. Ä. bekleidete dieses Amt. Er hatte mit seiner zweiten Ehefrau Donna Lucretia de Stoppanis mehrere Kinder. Nobile Stefano war deren ältester Sohn. Er wurde am 5. Juni 1605 geboren.

### Frankfurter Linie Brentanos

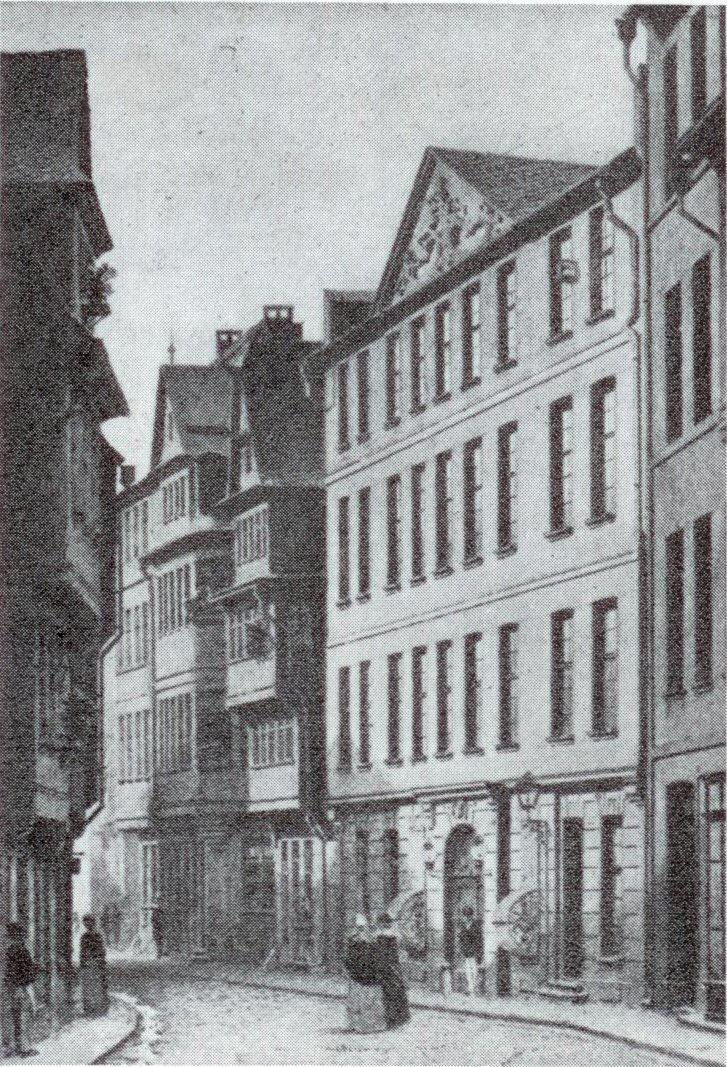
Das Haus Zum Goldenen Kopf in der Großen Sandgasse

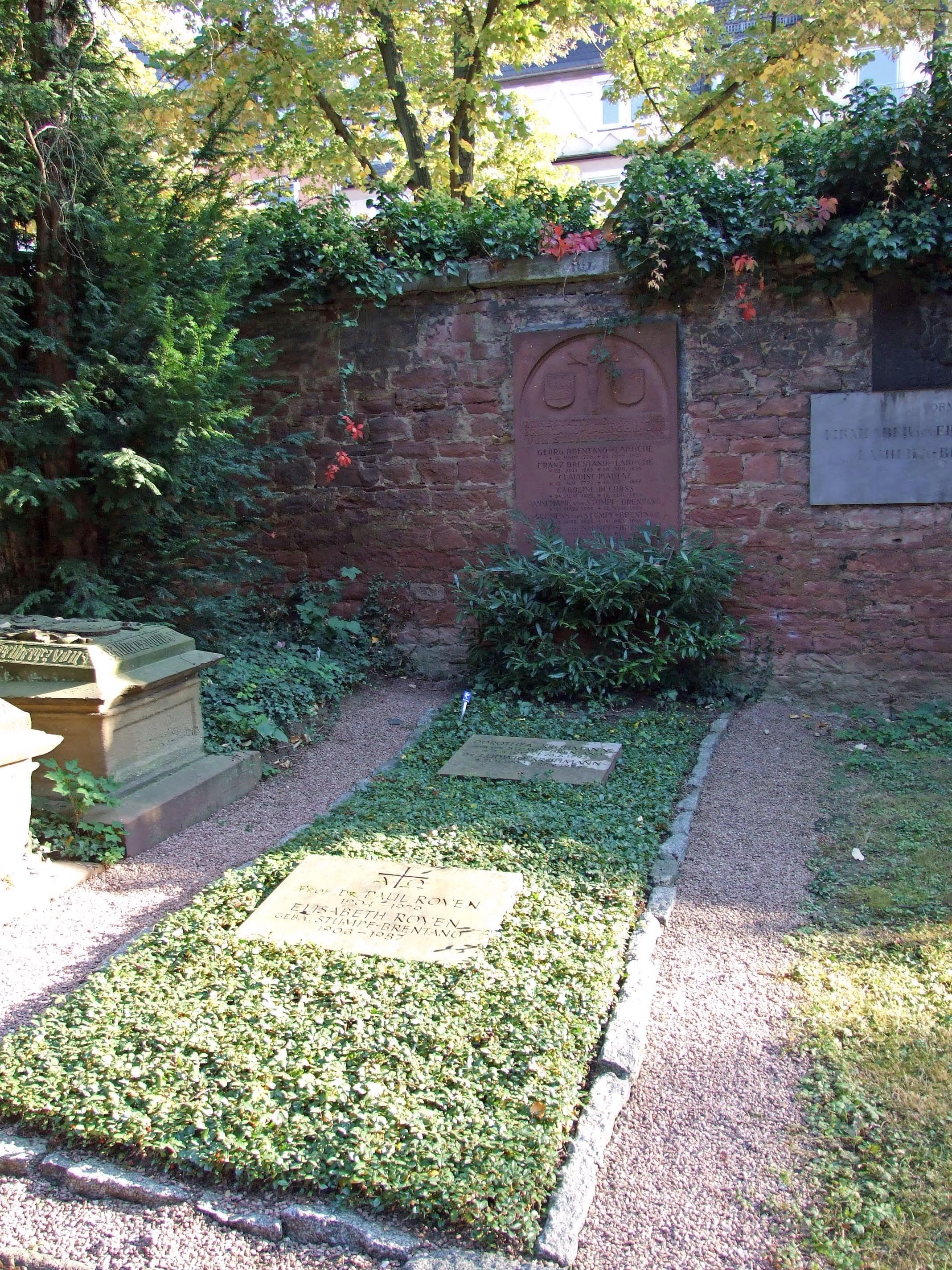
Familiengrab

Sein Sohn Don Domenico (* 8. Januar 1651 in Tremezzo, † 1723), verheiratet mit Donna Maria-Magdalena Bellini, verlegte 1698 den Hauptsitz seines Mailänder Handelshauses nach Frankfurt am Main in den Nürnberger Hof. Er gab seinem Sohn bereits den besonders im Erzbistum Mainz sehr beliebten Namen des hiesigen Schutzpatrons Martin als zweiten Vornamen. Im Gegensatz zu anderen Familienlinien führten die Brentanos ihren Adelstitel in Frankfurt nicht mehr. Wie andere aus Italien eingewanderte Kaufmannsfamilien, z. B. die Bolongaro und die Guaita, hielten die Brentanos an ihrer römisch-katholischen Konfession fest und konnten deshalb in der streng lutherischen Reichsstadt Frankfurt zunächst kein Bürgerrecht erwerben. Durch großzügige Stiftungen unterstützten sie die nach der Reformation in Frankfurt verbliebenen Stiftskirchen und Klöster, darunter vor allem das Karmeliterkloster.
Domenicos Sohn Domenico Martino Brentano (* 1686 in Tremezzo, † 19. September 1755 in Frankfurt am Main) heiratete Donna Maria-Elisabetha Brentano-Riatti (1700–1736). Nach einem erfolgreichen Prozess gegen den Rat der Stadt Frankfurt konnte er 1740 als erster Katholik das Frankfurter Bürgerrecht erwerben. Er dehnte die Geschäftsverbindungen der Handelskompanie Domenico Brentano & Söhne bis nach Holland aus, gründete Zweigniederlassungen in Amsterdam und in Mainz. Er unterhielt enge Beziehungen zu anderen Niederlassungen des Hauses Brentano in Wien, Nürnberg, Günzburg, Triest und Neapel.
Sein Sohn Pietro Antonio, genannt Peter Anton (* 19. September 1735 in Tremezzo, † 9. März 1797 in Frankfurt am Main) galt als einer der bedeutendsten Frankfurter Handelsherren seiner Zeit. Bis 1753 war er Teilhaber der von seinem Großvater gegründeten Firma, dann gründete er seine eigene Handelsgesellschaft im Nürnberger Hof. 1777 kaufte er das Haus zum Goldenen Kopf in der Großen Sandgasse. Unter dem Kurfürsten von Trier Clemens Wenzeslaus von Sachsen zum Geheimen Rat und Residenten bei der Freien Reichsstadt Frankfurt ernannt, wurde er 1785 Generaleinnehmer der Finanzen des Kurrheinischen Kreises und lebte danach die meiste Zeit am Hofe des Kurfürsten in Koblenz. Er spielte Violine und schrieb Gedichte in italienischer Sprache, sprach aber wohl bis zu seinem Tode nur gebrochen Deutsch.
Nach dem Tode seiner zweiten Frau Maximiliane, einer Tochter des damaligen Kurtrierischen Kanzlers Georg von Lichtenfels, genannt La Roche, übergab er seine Geschäfte den Söhnen Franz und Georg und zog sich völlig nach Koblenz in die Residenzstadt zurück. Dort heiratete er ein drittes Mal, diesmal Friederike von Rottenhof (1771–1817), mit der er noch zwei Kinder zeugte, die beide aber früh verstarben.
1. Kinder aus erster Ehe mit Paula Maria Josefa Walpurga Brentano-Gnosso (1744–1770)
  1. Anton Maria Brentano (1763–1833)
  2. Franz Dominicus Josef Maria Brentano (1765–1844) – 1798 verheiratet mit Johanna Antonia Josepha von Birckenstock (Antonie Brentano, 1780–1869). Franz wurden die Geschäfte der Familienfirma übertragen, da sein Vater überlastet war. Nach dem Tod seines Vaters wurde er Chef der Familie. Er war Eigentümer des sogenannten Brentanohauses in Winkel im Rheingau, ein Sommerhaus seiner Schwiegereltern.
    1. Mathilde (1799–1800)
    2. Georg Franz Melchior (1801–1852) vermählte sich 1836 mit Lilla Pfeifer (1813–1868), der Schwester des Kölner Industriellen Emil Pfeifer (Pfeifer & Langen). Georg und Lilla sind auf dem Frankfurter Hauptfriedhof in der Gruftenhalle Nr. 48 (Schillings/Brentano) beigesetzt.
      1. Marie Agnes (1837–1916) ⚭ Franz Ignaz Schwerdt (1830–1916), Klassischer Philologe
      2. Johanna (1839–1885)
      3. Franz Brentano (1840–1888), Genre- und Porträtmaler
      4. Maria (1842–1867)
      5. Josefa (1844–1875)
      6. Emil (1845–1890)
      7. Louise (1848–1866)

    3. Maximiliane (1802–1861) ⚭ Friedrich von Blittersdorf (1792–1861), badischer Beamter
    4. Josepha (1804–1875) ⚭ Anton Theodor Brentano-Tozza (1809–1895)
    5. Franziska (1806–1837), genannt Fanny
    6. Karl Joseph (1813–1850)

  3. Maria Josefa (1767–1770)
  4. Peter Anton Ludwig Brentano (1768–1788)
  5. Dominicus Martin Franz Carl Brentano (1769–1825), Dr.jur, ein sogenanntes schwarzes Schaf der Familie, galt als Trunkenbold und Schürzenjäger.
  6. Paula Maria Walpurga Brentano (1770–1805), verheiratet 1800 mit Johann Wilhelm von Wasmer.
2. Kinder aus zweiter Ehe mit Maximiliane von La Roche (1756–1793), Freundin von Johann Wolfgang von Goethe. Sie starb sechs Monate nach der Geburt ihres zwölften Kindes 1793. Petrihaus in Rödelheim

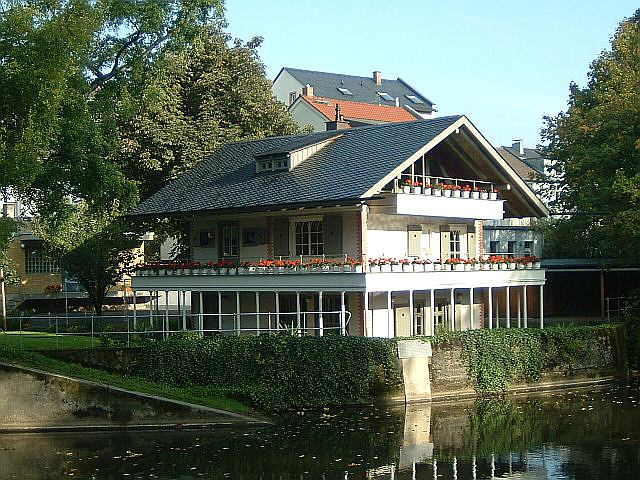
Petrihaus in Rödelheim

  1. Georg Brentano (1775–1851), Frankfurter Bankier, Erbauer des Brentanoparks in Frankfurt-Rödelheim mit dem seiner Lieblingsnichte Maximiliane gewidmetem Petrihaus. Dieses Gartenhaus („Der lieben Maxe“) wurde 2006 renoviert. Georg nannte sich selbst zur Unterscheidung Brentano-Laroche. Bereits 1815 starb seine Ehefrau Maria Schröder. Vier Kinder überlebten sie:
    1. Claudine (1804–1876)
    2. Sophie (1805–1856)
    3. Franz (1809–1830)
    4. Georg Carl Ludwig, genannt Louis (1811–1895), Taufname Georg Carl Ludwig, hatte mit seiner Ehefrau Maria geborene Guaita verwitwete Berna eine einzige Tochter:
      1. Maria Magdalena (1841–1919), später Mickelchen genannt. Sie heiratete 1862 den Historiker Karl Friedrich Stumpf (1829–1882) und nahm den Namen Stumpf-Brentano an. Durch Kriegsanleihen und Inflation verlor die Familie im 20. Jahrhundert ihr Vermögen. Schließlich wurden die Villa und der 13 Hektar große Park 1926 von den Kindern der Stadt Frankfurt verkauft.
        1. Marie (1863–1932) heiratete Rudolf, Freiherr von Schorlemer-Volperhausen (1853–1929), mit dem sie 5 Kinder hatte.
        2. Clemens (1876–1945) heiratete Agnes von Ellerts, eine Cousine 2. Grades. Ihre Großmutter war Antonie von Guaita, die jüngere Schwester von Marie von Guaita. Clemens hatte 5 Kinder:
          1. Annemarie (1906–1929)
          2. Elisabeth (1908–1987), Mutter von Thomas Royen
          3. Bernward (1910–1977)
          4. Dorothea Krohmann (* 1912)
            1. Monika (Wiegandt)

          5. Franz-Josef (1915–1980)

  2. Maria Sophie Therese, genannt Sophie (1776–1800), jung gestorben und beerdigt in Oßmannstedt, dem Gut von Christoph Martin Wieland.
  3. Clemens Brentano (1778–1842), genauer Clemens Wenzeslaus Brentano, war ein deutscher Schriftsteller der Romantik. Sein Taufpate war der Kurfürst von Trier Clemens Wenzeslaus von Sachsen. Brentano war verheiratet u. a. mit Sophie Mereau (1770–1806).
  4. Kunigunde Maria Ludovica Catharina Brentano, genannt Gunda (1780–1863), 1804 verheiratet mit Friedrich Carl von Savigny, Preußischer Minister.
  5. Maria Francisca Catharina (* 3. März 1782; † 5. Juni 1785)
  6. Christian Franz Damian Friedrich (1784–1851), Schriftsteller, verheiratet mit Emilie Genger
    1. Franz Brentano (1838–1917), deutscher Philosoph und Psychologe, heiratet 1880 Ida Lieben aus der Bankiersfamilie Lieben
      1. Johann Michael (Giovanni) Brentano

    2. Lujo Brentano (1844–1931), deutscher Nationalökonom
      1. Sissi Brentano de la Roche (1875–1956), Künstlerin und Keramikerin

    3. Sophie Brentano (1839–1916), heiratete Théophile Funck (1830–1906), siehe #Angeheiratete luxemburgisch/französische Verwandtschaft: die Funck-Brentanos

  7. Elisabeth Catharina Ludovica Magdalena Brentano, genannt Bettine (1785–1859), deutsche Schriftstellerin – verheiratet mit Achim von Arnim (1781–1831). Ihr Porträt war auf dem Fünf DM-Schein der 1989 bis 2001 herausgegebenen vierten Serie der DM-Banknoten abgebildet.
    1. Maximiliane von Arnim (1818–1894), heiratete Eduard von Oriola (1809–1862).
    2. Armgart von Arnim (1821–1880), heiratete Albert von Flemming (1813–1884).
    3. Gisela von Arnim (1827–1889), heiratete Herman Grimm (1828–1901).

  8. Maria Ludovica Katharina Brentano, genannt Lulu (1787–1854), heiratete 1806 den Bankier Carl Jordans (Jordis), der sich 1806 in Kassel niederließ und dort Stadtwohnung und Schloss Schönfeld kaufte, das er aber bereits 1809 an König Jérôme weiterverkaufen musste. Nach ihrer Scheidung heiratete sie 1827 in zweiter Ehe den aus Brüssel stammenden Richard Peter von Rosier des Bordes. Nach dessen Tod kaufte sie Schloss Wasserlos bei Alzenau (heute Kreiskrankenhaus) und lebte dort mit ihrer Adoptivtochter Meline (1817–1908) und deren Gemahl Graf Moritz zu Bentheim-Tecklenburg-Rheda.
  9. Magdalena Maria Caroline Francisca Brentano, genannt Meline (1788–1861), war verheiratet mit Georg Friedrich von Guaita (1772–1851), der mehrfach Bürgermeister der Stadt Frankfurt am Main war.
    1. Franz Georg Carl von Guaita (1810–1868), Mitinhaber und Direktor des Frankfurter Theaters
    2. Leberecht von Guaita (1814–1875), verheiratet mit Mathilde von Guaita, geboren als Mathilde Thérèse Amalie Mumm (1815–1890).
    3. Marie von Guaita (1815–1859) heiratete in 1. Ehe Kaufmann Anton Berna, beider Sohn Georg Berna, Witwe seit 1836, gemalt von Philpp Veit, 2. Ehe mit Louis Brentano, beider Tochter Marie (1841–1919). Sie heiratete 1862 den Historiker Karl Friedrich Stumpf (1829–1882) und nahmen den Namen Stumpf-Brentano an. Durch Kriegsanleihen und Inflation verlor die Familie im 20. Jahrhundert ihr Vermögen. Schließlich wurden die Villa und der 13 Hektar große Park 1926 der Stadt Frankfurt verkauft.
    4. Antonie von Guaita (1816–1881), verheiratet mit Jacob Georg von Hertling (1805–1851), deren einziges Kind Georg von Hertling (1843–1919) deutscher Reichskanzler wurde.
    5. Sophie von Guaita (15. Mai 1824 – ?), verheiratet 1850 mit Johann Hermann Detmold (1807–1856).

  10. Caroline Ludovica Ernestine (* 29. Januar 1790; † 23. September 1791)
  11. Anna Maria Francisca Ludovica (* 20. September 1791; † 26. April 1792)
  12. Susanna Philippine Francisca Ludovica (* 11. Mai 1793; † 2. September 1793)
3. Kinder aus 3. Ehe mit Anna Friederike von Rottenhof
  1. Friedrich Karl Franz (* 29. Juli 1796; † 5. August 1796)
  2. Franz Peter (* 1797, † 7. September 1813) fiel in der Schlacht bei Dennewitz nahe Jüterbog.

### Binger Linie Brentanos
Don Natalis de Brentano di Tremezzo (* 25. Dezember 1611 in Tremezzo, † 1674) war der zweite Sohn von Giovanni-Pietro d. Ä. und Donna Lucretia de Stoppanis. Er vermählte sich mit der 1616 in Menaggio geborenen Donna Margherita di San Justo de Croce.
Ihr Sohn Nobile Giovanni-Pietro d.J. (* 1644 in Tremezzo, † 1707 ebenda) heiratete 1672 Donna Maria Bellini dei Marchesi di Sancino e Volesio. Aus dieser Ehe stammte Don Natalis d.J. (* 17. März 1674 in Tremezzo; † 6. Januar 1756 in Bingen). Er zog nach Bingen und heiratete am 9. November 1698 in Mainz Maria-Anna Wiegand. Dieser Ehe entstammten zwei Söhne:
1. Peter Anton Franz Brentano (* 8. Juli 1704 in Tremezzo; † 6. November 1756 in Bingen), Gutsbesitzer und Stadthauptmann in Bingen. Er heiratete 1728 in Homburg bei Zweibrücken Maria Catharina Margarethe du Pont. Sie starb 1776 in Bingen.
  1. Franz Anton Brentano (* 8. Januar 1730 in Bingen; † 31. Mai 1798 ebenda) war Gutsbesitzer und Binger Stadthauptmann, verheiratet seit 23. November 1773 mit Maria Anna Theodori aus Geisenheim.
    1. Johann Baptist Brentano (* 27. September 1774 in Bingen; † 17. September 1833 ebenda) heiratete am 20. Oktober 1811 Anna Maria Antonia Harth (* 29. April 1787; † 12. September 1849 in Bingen).
      1. Jacob Gustav Adolph Brentano (* 4. Mai 1816 in Bingen; † 13. April 1884 in Mainz) war Postdirektor in Friedberg (Hessen). Er heiratete am 10. Februar 1849 Auguste Eleonore Charlotte Hofmann, Tochter des Hofgerichtsrat Hofmann.

  2. Johan Peter Paul Brentano (1740–1813), verheiratet mit Helene Heger (1784–1861).
    1. Lorenz Brentano (1813–1891) war ein deutscher und US-amerikanischer Politiker und 1848 Mitglied der Frankfurter Nationalversammlung
2. Franz-Xaver Brentano (* 20. Juni 1712 in Bingen; † 1786 in Regensburg) war verheiratet mit Sebastiana Antonia Corti. Er erhielt am 24. Mai 1745 in München von Maximilian III. Joseph, Kurfürst von Bayern, den Reichsadel und nannte sich seitdem Brentano von Brentheim.
  1. Georg Anton Brentano (* 1746 in Regensburg) wurde 1787 vom Kaiser in Wien in den Reichsfreiherrnstand erhoben. Mit dem Tod des Enkels Carl Anselm Franz Xaver in Wien 1843 erlosch diese bayerische Zweiglinie.
  2. Marianne Brentano (* 25. November 1755 in Rapperswil; † 14. August 1795 in Stuttgart) wurde nach dem Tod der Eltern von ihrem Onkel Dominikus von Brentano unterstützt. In zweiter Ehe 1786 war sie verheiratet mit Theophil Friedrich Ehrmann, einem Juristen und Schriftsteller. Ab 1788 lebte und arbeitete Marianne Ehrmann-Brentano als Romanschriftstellerin in Stuttgart.

Aus der Friedberger Linie von Jacob Gustav Adolph Brentano und seiner Frau Auguste Eleonore Charlotte Hofmann (1821–1902) entstammten folgende Nachfahren:
- Karl Maria Willibald Josef von Brentano di Tremezzo (1851–1915). Er hatte drei Töchter und einen Sohn, Franz Anton Otto Natalis von Brentano (1884–1914).
- Rudolf Otto von Brentano di Tremezzo (* 9. Dezember 1855 in Darmstadt, † 21. Juli 1927 ebenda), deutscher Politiker (Zentrum). 1884 heiratet er Lilla Schwerdt, eine Tochter des Bonner Universitätsprofessors Franz Ignaz Schwerdt und der Agnes Maria Brentano aus der Frankfurter Linie
  - Clemens von Brentano (1886–1965) war von 1951 bis 1957 erster Botschafter der Bundesrepublik Deutschland in Italien und San Marino.
    - Seine Tochter Margherita von Brentano (1922–1995) war eine deutsche Philosophin und Professorin an der Freien Universität Berlin.

  - Franz von Brentano di Tremezzo (* 8. Mai 1888 in Friedberg, † 15. August 1956) war zeitweise Konsul in Lille.
  - Peter Anton von Brentano (1891–1956) war Oberregierungsrat bei der Regierung von Mittelfranken in Ansbach.
  - Maria von Brentano di Tremezzo (1884–1973) ging ins Kloster.
  - Bernard von Brentano (1901–1964) war ein deutscher Schriftsteller. Anders als seine beiden Brüder führte er den Namenszusatz di Tremezzo nur selten.
  - Heinrich von Brentano (1904–1964) war ein deutscher Politiker (CDU), 1955 bis 1961 Außenminister der Bundesrepublik Deutschland. Er empfahl Konrad Adenauer das Dorf Cadenabbia bei Tremezzo am Westufer des Comer Sees. Ab 1957 zog Adenauer insgesamt 18-mal meist in die Villa La Collina, seit 1977 im Eigentum der Konrad-Adenauer-Stiftung.

### Das Haus Brentano-Cimaroli
Dieser Linie entstammten unter anderem

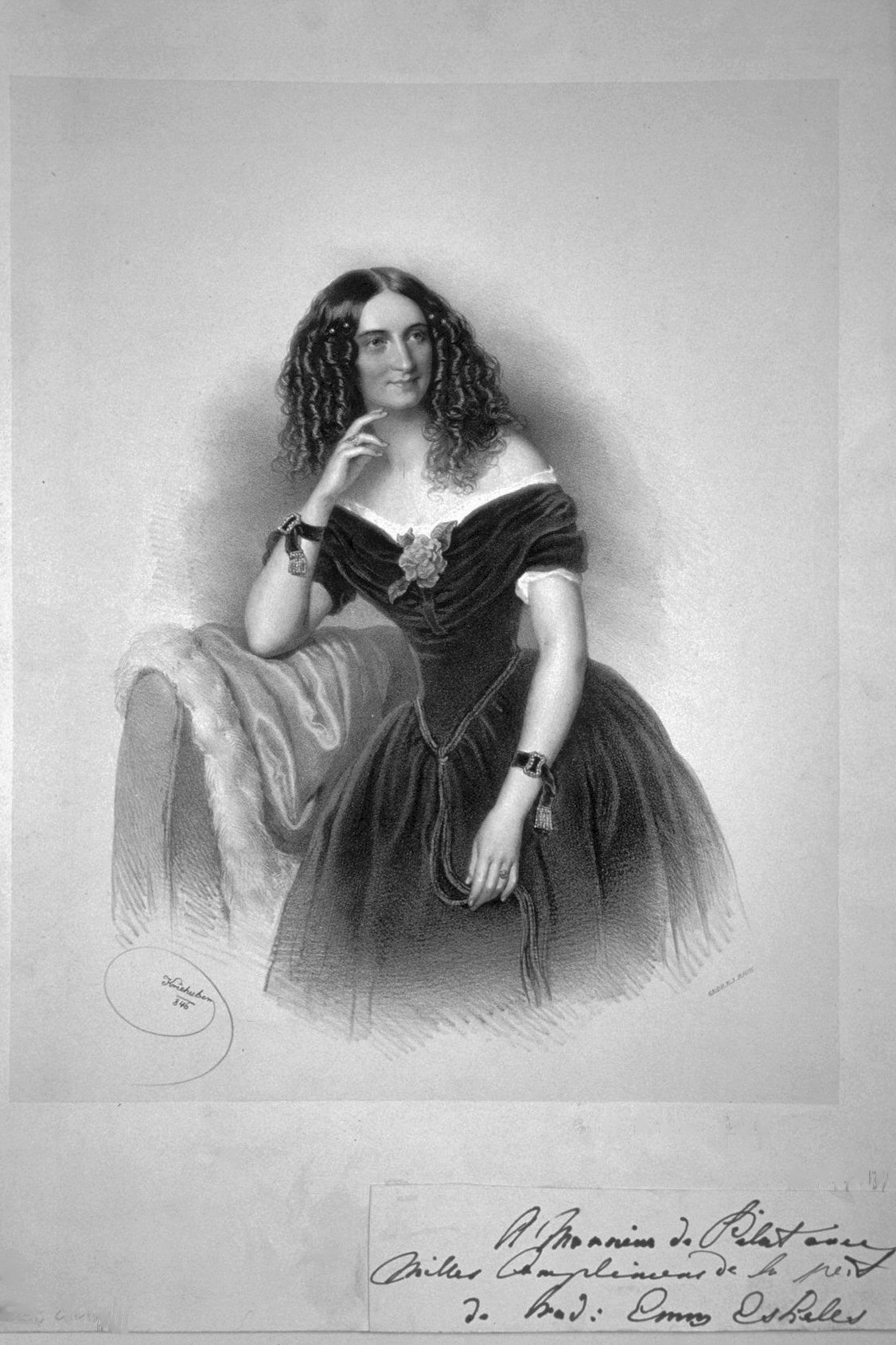
Emilie Eskeles, Lithographie von Josef Kriehuber, 1846

- Giovanni Batista Brentano-Cimaroli (1670–1732)
- Carl Josef Maria Brentano-Cimaroli (1705–1780)
- Joseph Freiherr von Brentano-Cimaroli (1718–1764), k.k. Feldmarschall und zuletzt Kommandeur der Karlstädter Militärgrenze, diente u. a. im Siebenjährigen Krieg unter Leopold Joseph Graf Daun.
- Anton Joseph Franz Freiherr von Brentano-Cimaroli (1741–1793), österreichischer Generalmajor, Neffe des vorigen, starb in Frankfurt am Main.
- Philipp Freiherr von Brentano-Cimaroli (1754–1804)
- Emilie Baroness von Brentano-Cimaroli (* 28. Oktober 1809; † 5. Juli 1880), die letzte Ehefrau von Daniel Denis Eskeles, Sohn des Wiener Bankiers Bernhard von Eskeles.[4]

## Angeheiratete luxemburgisch/französische Verwandtschaft: die Funck-Brentanos
- Théophile Funck-Brentano (* 21. August 1830 in Luxemburg, † 23. Januar 1906 in Montfermeil) war ein Philosoph und Schriftsteller. Er studierte in Paris, Brüssel und mehreren deutschen Universitäten die Rechte, Philosophie und Medizin und ließ sich in Paris nieder. Hier wurde er 1873 Professor an der École libre des sciences politiques und war einer der Gründer des Collège libre des sciences sociales. Zusammen mit Albert Sorel (1842–1906) verfasste er mehrere Bücher. Er heiratete Sophie Brentano (1839–1916), eines der acht Kinder aus der Ehe von Cristian Brentano (1784–1851) und Emilie Genger (1810–1882).
  - Frantz Funck-Brentano (1862–1947), französisch-luxemburgischer Historiker war der Sohn von Théophile und ein in Frankreich bis heute bekannter Schriftsteller.
  - Claudine Funck-Brentano (geb. 1863 in Luxemburg) war Übersetzerin und Dichterin. Ihre Mutter war Sophie Brentano (1839–1916), eine Nichte von Clemens Brentano, dessen Werke sie übersetzte.
    - Christian Funck-Brentano (1894–1966) war nach dem Krieg einer der Direktoren der Zeitschrift Le Monde.

## Immobilienbesitz der Brentanos
- Brentanohaus in Oestrich-Winkel (Rheingau), heute Kultureinrichtung im Eigentum des Landes Hessen
- Brentanohaus in Aschaffenburg in der Dalbergstraße. Es war ehemals Eigentum von Christian Brentano und ist das Sterbehaus von Clemens Brentano.
- Birkenstock-/bzw. Brentanohaus in Wien, Erdbergstraße 19, palastartige 40-Zimmer Villa (untergegangen)
- Brentanohaus in Günzburg ist jetzt Sitz der Sparkasse.
- Gut Bukowan/Bukovany bei Příbram in Böhmen ist ein ehemaliges Familiengut.
- Landgut Trages, Sitz der Savignys, zwischen Hanau und Gelnhausen war ein Treffpunkt der Brentanos
- Das Tavernenhaus des Klosters Schönbühel erwarb 1887 Franz Brentano und wandelte es zu einem Sommersitz um.
- Brentanohaus in Eger
- Brentanovilla/ab 1871 Adolf Landauer Villa in Bad Ischl.
- Landhaus Brentano, Sommersitz von Georg Brentano in Frankfurt-Rödelheim im Brentanopark, im Zweiten Weltkrieg untergegangen.
- Palazzo Brentano, heute als Rathaus genutzt, in Bonzanigo/Mezzegra am Comer See/Italien.
- Palazzo Brentano in Corbetta bei Mailand, jetzt Gymnasium der Somasker.
- Schloss Wasserlos bei Alzenau, heute Kreiskrankenhaus.
- ehemalige Villa Contessa di Brentano-Mezzegra, eine heutige Ferienvilla in Mezzegra am Comer See/Italien.

## Sonstiges
- Brentanoschule
- Dominikus von Brentano (eigentlich Dominik Anton Cajetan Brentano, * 1740, † 1797), Publizist, Aufklärungstheologe und Bibelübersetzer
- Marianne Ehrmann-Brentano, deutsche Schriftstellerin
- Peter von Brentano (1935–2019), deutscher experimenteller Kernphysiker und Hochschullehrer